# Lista bibliotecilor din București
Aceasta este o listă a bibliotecilor din București.
- Biblioteca Națională a României [1]
- Biblioteca Academiei Române [2]
- Biblioteca Centrală Universitară
- Biblioteca Uniunii artiștilor plastici din România
- Biblioteca Metropolitană [3]
  - Biblioteca de periodice I.H. Rădulescu
  - Biblioteca francofonă Elena Văcărescu
  - Biblioteca pentru copii Ion Creangă
  - Biblioteca pentru copii Elena Farago
  - Biblioteca Sonoră pentru Nevăzători și Ambliopi
  - Colecția Antonio Olinto
  - Centrul de Tineret
  - Filiala Vasile Alecsandri
  - Filiala Nicolae Bălcescu
  - Filiala Lucian Blaga
  - Filiala Dimitrie Bolintineanu
  - Filiala Dimitrie Cantemir
  - Filiala Otilia Cazimir
  - Filiala George Coșbuc
  - Filiala Mihai Eminescu
  - Filiala Pantelimon Halippa
  - Filiala B.P. Hașdeu
  - Filiala Nicolae Iorga
  - Filiala Ștefan Octavian Iosif
  - Filiala Panait Istrati
  - Filiala Nicolae Labiș
  - Filiala Gheorghe Lazăr
  - Filiala Ion Neculce
  - Filiala Costache Negruzzi
  - Filiala Alexandru Odobescu
  - Filiala Anton Pann
  - Filiala Cezar Petrescu
  - Filiala Marin Preda
  - Filiala Liviu Rebreanu
  - Filiala Alecu Russo
  - Filiala Ioan Slavici
  - Filiala Nichita Stănescu
  - Filiala Gheorghe Șincai
  - Filiala George Topîrceanu
  - Filiala Ienăchiță Văcărescu
- Biblioteca Consiliului Britanic [4]
- Biblioteca Institutului Francez [5]
- Biblioteca Universității Politehnica [6]
- Biblioteca Universității Naționale de Apărare Carol I [7]